# Robat-e Namaki
Robat-e Namaki (în persană ریاط نمکی, romanizat și ca Robāț-e Namakī și Rubāt-i-Namak; cunoscut și sub numele de Robāț) este un sat din districtul rural Robat, din districtul central al județului Khorramabad, provincia Lorestan, Iran. La recensământul din 2006, populația sa era de 606 de locuitori, în 129 de familii.